# Снайдертаун (округ Сентер, Пенсільванія)
Снайдертаун (англ. Snydertown) — переписна місцевість (CDP) в США, в окрузі Сентр штату Пенсільванія. Населення — 539 осіб (2020).

## Географія
Снайдертаун розташований за координатами 40°59′14″ пн. ш. 77°35′58″ зх. д. / 40.98722° пн. ш. 77.59944° зх. д. (40.987173, -77.599454).  За даними Бюро перепису населення США в 2010 році переписна місцевість мала площу 7,91 км², уся площа — суходіл.

## Демографія
Згідно з переписом 2010 року, у переписній місцевості мешкали 483 особи в 164 домогосподарствах у складі 134 родин. Густота населення становила 61 особа/км².  Було 167 помешкань (21/км²).
Расовий склад населення:
| - 97,5 % — білих - 0,4 % — чорних або афроамериканців - 0,2 % — корінних американців |

До двох чи більше рас належало 1,9 %. Частка іспаномовних становила 0,2 % від усіх жителів.
За віковим діапазоном населення розподілялося таким чином: 28,6 % — особи молодші 18 років, 62,3 % — особи у віці 18—64 років, 9,1 % — особи у віці 65 років та старші. Медіана віку мешканця становила 38,8 року. На 100 осіб жіночої статі у переписній місцевості припадало 102,9 чоловіків;  на 100 жінок у віці від 18 років та старших — 99,4 чоловіків також старших 18 років.